# زیردریایی کلاس تریدنت
سابمارین کلاس تریدنت (به انگلیسی: Tridente-class submarine) یک کلاس از زیردریایی است که طول آن ۶۷٫۷ متر (۲۲۲ فوت) می‌باشد.